# バス・ドスト
バス・ドスト（Bas Dost, 1989年5月31日 - ）は、オランダ・デーフェンテル出身のサッカー選手。NECナイメヘン所属。元オランダ代表。ポジションはFW。

## 経歴
Germanicusというクラブで少年時代を過ごし、数シーズンプレーした後にFCエメンの下部組織に入団した。リザーブチームで潜在能力を見せつけ、2007-08シーズン開幕前にプロ契約を交わした。シーズン序盤はベンチ生活が続いたが、シーズン後半にはより多くの出場機会を与えられた。かつてFCエメンのテクニカル・ディレクターをしていたTom Saintfietが監督を務めるフィンランドのRoPsへ移籍しかけたが、RoPSの首脳陣によって移籍は破談となった。2008年2月8日、フォルトゥナ・シッタート戦で初得点を挙げた。BVフェーンダムとのダービーマッチ (3-2) ではハットトリックを達成した。
2008年夏にヘラクレス・アルメロに移籍した。移籍金は30万ユーロ以上と報道されている。移籍2年目の2009-10シーズンには14ゴールを記録し得点ランク6位に入った。
2010年5月18日、SCヘーレンフェーンと5年契約を結んだ。移籍金は250万ユーロ。2010-11シーズンはロン・ヤンス監督と対立し、フル出場することは少なかったが、チームトップの13得点を挙げた。2011年1月にはアヤックスが獲得を狙ったが、クラブ間合意に至らずに破談となっている。2011年12月10日のSBVエクセルシオール戦 (5-0) ではチームの全得点（5点）を決める活躍を見せた。
2011-12シーズンは、SCヘーレンフェーンで34試合で32得点を記録し得点王となり、UEFAヨーロッパリーグ出場権獲得に貢献した。
2012年6月1日、VfLヴォルフスブルクに移籍。
2015年3月28日に行われたEURO 2016予選のトルコ戦でA代表初出場を果たした。2015年11月13日のウェールズとの親善試合で代表初得点を挙げた。
2016年8月28日、スポルティングCPに移籍した。契約期間は4年。
2019年8月26日、アイントラハト・フランクフルトと3年契約を締結したことが発表された。
2020年12月24日、クラブ・ブルッヘへの移籍が発表された。契約期間は1年半。
2022年7月1日、FCユトレヒトに1年契約で移籍した。
2023年8月23日、フリーでNECナイメヘンに加入し、1年契約を交わした。10月29日のAZ戦では、11分にドストのゴールでNECが先制すると、31分にはドストのアシストからマグヌス・マットソンが追加点を奪ったが、90分＋1分にピッチ中央付近で意識を失い転倒し、病院へと搬送された。

## エピソード
2016-17シーズンに34ゴールを決めヨーロッパ・ゴールデンシューでランキング2位となった。1位はリオネル・メッシ。
2017年3月以降に決めた45ゴールが全てがワンタッチでのゴールだった。
2018年5月、フーリガンがトレーニング場を襲撃し、ドストら選手たちやスタッフたちが負傷する事件が起こった。

## プレースタイル
長身で空中戦に強く、ペナルティエリア内でのゴールの嗅覚にも優れ、足元も器用な選手。

## タイトル

### クラブ
VfLヴォルフスブルク
- DFBポカール 2014-15
- DFLスーパーカップ 2015

スポルティング・クルーベ・デ・ポルトゥガル
- タッサ・ダ・リーガ 2017-18, 2018-19
- タッサ・デ・ポルトガル 2018-19

クラブ・ブルッヘ
- ベルギー・ファースト・ディビジョンA : 2020-21, 2021-22
- ベルギー・スーパーカップ : 2021

### 個人
- エールディヴィジ得点王 :  2011-12
- プリメイラ・リーガ得点王 :  2016-17